# 多斯特克
多斯特克或者俄语叫德鲁日巴（俄語：Дружба）是哈萨克斯坦杰特苏州萨尔坎德区的一座城镇，接壤中国新疆。多斯特克是新亚欧大陆桥上的重要一个铁路站，并有公路和铁路链接新疆阿拉山口市。在哈萨克语或俄语中，该城市的名字的意思都是“友谊”。附近有扎拉纳什科利湖。

## 链接
- Tageo.com （页面存档备份，存于）
- MSN Map[永久]